# Cercoptera
Cercoptera is een kevergeslacht uit de familie van de boktorren (Cerambycidae). De wetenschappelijke naam van het geslacht werd voor het eerst geldig gepubliceerd in 1839 door Spinola.

## Soorten
Cercoptera omvat de volgende soorten:
- Cercoptera banonii Spinola, 1839
- Cercoptera sanguinicollis Gounelle, 1911